# Village of Four Seasons
Village of Four Seasons is een plaats (village) in de Amerikaanse staat Missouri, en valt bestuurlijk gezien onder Camden County.

## Demografie
Bij de volkstelling in 2000 werd het aantal inwoners vastgesteld op 1493.
In 2006 is het aantal inwoners door het United States Census Bureau geschat op 1608, een stijging van 115 (7,7%).

## Geografie
Volgens het United States Census Bureau beslaat de plaats een oppervlakte van
11,8 km², waarvan 11,6 km² land en 0,2 km² water.

## Plaatsen in de nabije omgeving
De onderstaande figuur toont nabijgelegen plaatsen in een straal van 12 km rond Village of Four Seasons.